# تصميم من المهد إلى المهد
تصميم المهد إلى المهد (المعروف أيضًا باسم 2CC2 أو C2C أو Cradle 2 Cradle أو التصميم الناجم) هو نهج حيوي يستلهم تصميم المنتجات والأنظمة من عمليات الطبيعة حيث يتم اعتبار المواد كمغذيات تتداول في عمليات استقلابية صحية وآمنة، إن العبارة نفسها تلعب على عبارة الشركات الشائعة "من البداية إلى النهاية" مما يعني أن نموذج C2C مستدام ويأخذ في الاعتبار الحياة والأجيال المستقبلية من ولادة جيل واحد إلى الجيل التالي بدلاً من الولادة إلى الموت في نفس الجيل.
يقترح النهج "المهد إلى المهد" أن الصناعة يجب أن تحمي وتثري النظم البيئية واستقلابية الكائنات الحية في الطبيعة مع الحفاظ في الوقت نفسه على استقلاب فني آمن ومنتج للاستخدام والتداول العالي الجودة للمواد العضوية والتقنية؛ إنه اطار شامل اقتصادي وصناعي واجتماعي يسعى لإنشاء أنظمة ليست فقط فعالة ولكن أيضًا خالية من النفايات بشكل أساسي. يستند هذا النموذج إلى نهج الأنظمة الشاملة في التصميم الناجم الذي طوره جون ت. لايل وهو نموذج لا يقتصر بمعناه الأوسع على التصميم الصناعي والتصنيع؛ بل يمكن تطبيقه على العديد من جوانب الحضارة البشرية مثل البيئات الحضرية والمباني والاقتصاد والنظم الاجتماعية.
تعتبر عبارة "من المهد الى المهد" علامة تجارية مسجلة لشركة استشارات McDonough Braungart Design Chemistry (MBDC). بدأ برنامج المنتجات المعتمدة من المهد إلى المهد كنظام خاص ومع ذلك، في عام 2012 حولت شركة MBDC عملية التصديق إلى منظمة غير ربحية مستقلة تسمى معهد الابتكار في المنتجات من المهد إلى المهد، إن الاستقلالية والشفافية والوضوح هي أولويات المعهد في بروتوكولات التصديق. تم صياغة عبارة "من المهد إلى المهد " نفسها من قبل والتر . ستاهيل في السبعينات. يستند النموذج الحالي على نظام "تطوير دورة الحياة" الذي بدأه مايكل براونجارت وزملاؤه في وكالة تشجيع حماية البيئة (EPEA) في التسعينات واستكشف من خلال نشر إطار فني لتقييم دورة الحياة.
نشر براونجارت وويليام مكدونو في عام 2002 كتابًا بعنوان "من المهد إلى المهد: إعادة صنع الطريقة التي نصنع بها الأشياء" وهو مذكرة لتصميم من المهد إلى المهد تحدد تفاصيل محددة حول كيفية تحقيق النموذج. تم تنفيذ النموذج من قبل العديد من الشركات والمنظمات والحكومات في جميع أنحاء العالم بشكل رئيسي في الاتحاد وتم تنفيذ النموذج من قبل العديد من الشركات والمنظمات والحكومات في جميع أنحاء العالم، بشكل رئيسي في الاتحاد الأوروبي والصين والولايات المتحدة، كما أن تصميم من المهد إلى المهد كان موضوعًا للعديد من أفلام الوثائقية مثل "النفايات = الغذاء".
في نموذج "من المهد إلى المهد" تندرج جميع المواد المستخدمة في العمليات الصناعية أو التجارية - مثل المعادن والألياف والأصباغ - في إحدى فئتين: المغذيات "التقنية" أو "البيولوجية".
١- المغذيات التقنية تقتصر بشكل صارم على المواد الاصطناعية غير السامة وغير المضرة التي لا تؤثر سلبًا على البيئة الطبيعية ويمكن استخدامها في دورات مستمرة كمنتج واحد دون أن تفقد سلامتها أو جودتها، بهذه الطريقة يمكن استخدام هذه المواد مرارًا وتكرارًا بدلاً من أن تتحول إلى منتجات أقل قيمة لتصبح في النهاية نفايات.
٢- المغذيات البيولوجية هي المواد العضوية التي بمجرد استخدامها يمكن التخلص منها في أي بيئة طبيعية وتحللها في التربة مما يوفر غذاءً للكائنات الحية الصغيرة دون التأثير على البيئة الطبيعية، يعتمد ذلك على بيئة المنطقة؛ على سبيل المثال قد تكون المواد العضوية من بلد أو منطقة ضارة للبيئة في بلد آخر أو منطقة أخرى.
تتبع الفئتين من المواد دورة خاصة بها في الاقتصاد التجددي الذي تصوره كيونن وهويزينغ.Citation needed

### الهيكل
تم تحديد خمسة معايير للحصول على شهادة "من المهد إلى المهد" من قبل معهد الابتكار في المنتجات من المهد إلى المهد التي تم تحديدها في البداية بواسطة مكدونو وبراونجارت وتشمل هذه المعايير:
• صحة المواد: يتضمن تحديد التركيب الكيميائي للمواد التي تشكل المنتج يجب الإبلاغ عن المواد الخطرة بغض النظر عن التركيز (مثل المعادن الثقيلة والأصباغ والمركبات الهالوجينية)، ويجب الإبلاغ عن المواد الأخرى عند تجاوز تركيزها 100 جزء في المليون، بالنسبة للخشب يتطلب ذلك تحديد مصدر الغابة. يتم تقييم المخاطر لكل مادة وتصنيفها في نهاية المطاف على مقياس، حيث تعتبر المواد ذات المخاطر المنخفضة باللون الأخضر وتعتبر المواد ذات المخاطر المتوسطة ولكن مقبولة للاستمرار في الاستخدام باللون الأصفر، كما تعتبر المواد ذات المخاطر العالية التي يجب التخلص منها باللون الأحمر وتعتبر المواد ذات البيانات غير المكتملة باللون الرمادي، يستخدم المصطلح "المخاطر" هنا في معناه المتعلق بالمخاطر (على عكس النتائج والاحتمالية).
• إعادة استخدام المواد: يتعلق بالاسترداد وإعادة التدوير في نهاية عمر المنتج.
• تقييم الطاقة المطلوبة للإنتاج: حيث يجب أن تعتمد على الطاقة المتجددة بنسبة 50% علىالأقل لجميع الأجزاء والتجميعات الفرعية للحصول على أعلى مستوى من الشهادة.
• المياه: وتتعلق بالاستخدام وجودة التصريف للمياه.
• المسؤولية الاجتماعية: حيث يتم تقييم الممارسات العادلة في مجال العمل.
تتوفر الشهادة على عدة مستويات: الأساسية، الفضية، الذهبية، البلاتينية، حيث تتطلب المتطلبات تشددًا في كل مستوى، قبل عام 2012 كانت MBDC تسيطر على بروتوكول الشهادة.

### الصحة
حاليًا، يتعرض الكثير من البشر للمواد والمواد الكيميائية الضارة مباشرة أو غير مباشرة يوميًا، بالإضافة إلى ذلك تتعرض الكثير من الكائنات الحية النباتية والحيوانية للخطر أيضًا، يسعى "من المهد إلى المهد" إلى إزالة المغذيات التقنية الخطيرة (مواد اصطناعية مثل المواد المتحولة والمعادن الثقيلة والمواد الكيميائية الخطرة الأخرى) من دورات الحياة الحالية، إذا لم تكن المواد التي نتعامل معها ونتعرض لها يوميًا سامة ولا تسبب آثارًا صحية طويلة الأمد فإن صحة النظام العام يمكن أن تكون أفضل، على سبيل المثال يمكن لمصنع الأقمشة أن يقضي على جميع المغذيات التقنية الضارة من خلال إعادة النظر بعناية في المواد الكيميائية التي يستخدمونها في الأصباغ لتحقيق الألوان التي يحتاجون إليها ومحاولة القيام بذلك باستخدام أقل قدر ممكن من المواد الأساسية.

### الاقتصاد
يظهر نموذج "من المهد إلى المهد" إمكانية كبيرة لتقليل التكلفة المالية للأنظمة الصناعية على سبيل المثال في إعادة تصميم مجمع فورد ريفر روج تم زراعة نباتات سيدوم (نباتات الحجر) على أسطح مباني مصنع التجميع لاحتجاز وتنقية مياه الأمطار، كما أنه يعتدل درجة حرارة الداخلية للمبنى لتوفير الطاقة، يشكل السقف جزءًا من نظام معالجة مياه الأمطار بتكلفة 18 مليون دولار مصمم لتنقية 20 مليار غالون أمريكي (76,000,000 متر مكعب) من مياه الأمطار سنويًا وهذا يوفر لشركة فورد 30 مليون دولار كان من المفترض أن ينفقها على منشآت المعالجة الميكانيكية. باستخدام مبادئ تصميم "من المهد إلى المهد" يمكن تصميم تصنيع المنتجات بتكلفة أقل للمنتج والمستهلك، في النظرية يمكن القضاء على الحاجة إلى التخلص من النفايات مثل المقال [Citation needed]

### تعاريف
• "من المهد إلى المهد" هي لعبة على عبارة "من المهد إلى القبر" مما يعني أن النموذج الذي يعتمد على هذا المفهوم مستدام ومراعٍ للحياة والأجيال القادمة.
• المغذيات التقنية هي عبارة عن مواد غير عضوية أو اصطناعية تم تصنيعها بواسطة البشر، مثل البلاستيك والمعادن التي يمكن استخدامها عدة مرات دون أي فقدان في الجودة، وتبقى في دورة مستمرة.
• المغذيات والمواد البيولوجية هي المواد العضوية التي يمكن أن تتحلل في البيئة الطبيعية مثل التربة والماء دون أن تؤثر عليها بطريقة سلبية وتوفر الغذاء للبكتيريا والكائنات الحيوية الدقيقة.
• المواد عادة ما يشار إليها بأنها العناصر الأساسية للمواد الأخرى مثل الأصباغ المستخدمة في صبغ الألياف أو المطاط المستخدم في نعل حذاء.
• إعادة التدوير السلبي هو إعادة استخدام المواد في منتجات أقل قيمة. على سبيل المثال، يمكنإعادة تدوير غلاف كمبيوتر بلاستيكي وتحويله إلى كوب بلاستيكي، الذي بدوره يصبح مقعدًا فيالحديقة، وهكذا؛ وهذا في النهاية يؤدي إلى تكون النفايات البلاستيكية. في الفهم التقليدي، هذالا يختلف عن إعادة التدوير التي تنتج إمدادًا من نفس المنتج أو المادة.
• "النفايات = الغذاء" هو مفهوم أساسي يشير إلى تحول المواد العضوية النفايات إلى غذاء للحشرات والديدان وغيرها من الكائنات الحية الصغيرة التي يمكنها التغذية عليها وتحللها وإعادتها إلى البيئة الطبيعية التي نستخدمها بشكل غير مباشر للحصول على الغذاء بأنفسنا.

### المواد الصناعية الحالية
يتعامل التصميم "من المهد إلى المهد" مع السؤال حول كيفية التعامل مع المواد التقنية العديدة الموجودة (المواد الاصطناعية) التي لا يمكن إعادة تدويرها أو إعادة إدخالها إلى البيئة الطبيعية، يمكن استخدام المواد التي يمكن إعادة استخدامها والحفاظ على جودتها ضمن دورات المغذيات التقنية في حين أن التعامل مع المواد الأخرى يكون أكثر صعوبة مثل البلاستيك في المحيط الهادئ.
مثال محتمل آخر هو حذاء يتم تصميمه وإنتاجه بنموذج "من المهد إلى المهد" قد يكون النعل مصنوعًا من "المواد البيولوجية" في حين يمكن أن تكون الأجزاء العلوية مصنوعة من "المواد التقنية"، يتم إنتاج الأحذية بكميات كبيرة في مصنع يستخدم المواد النفايات بإعادتها إلى الدورة عن طريق استخدام القطع الزائدة من نعال المطاط لصنع نعال أخرى بدلاً من التخلص منها ببساطة؛ ويعتمد ذلك على عدم فقدان المواد التقنية جودتها عند إعادة استخدامها، بمجرد تصنيع الأحذية يتم توزيعها في المتاجر التجزئة حيث يشتري العميل الحذاء بسعر مخفض لأن العميل يدفع فقط مقابل استخدام المواد في الحذاء لفترة الوقت التي سيرتديها فيها، عندما يكون الحذاء صغيرًا على العميل أو يتضرر يعيدونه إلى الشركة المصنعة. عندما يفصل الشركة المصنعة النعل عن الأجزاء العلوية (فصل المواد التقنية والبيولوجية) تُعاد المواد البيولوجية إلى البيئة الطبيعية بينما يمكن استخدام المواد التقنية لصنع نعل حذاء آخر.
مثال آخر على تصميم "من المهد إلى المهد" هو كوب، زجاجي أو تغليف يمكن التخلص منه مصنوع بالكامل من مواد بيولوجية، عندما ينتهي المستخدم من استخدام العنصر يمكن التخلص منه وإعادته إلى البيئة الطبيعية مما يقلل كثيرًا من تكلفة التخلص من النفايات مثل المطامر وإعادة التدوير ويمكن أيضًا للمستخدم إمكانية إعادة العنصر لاسترداد المال ليتم استخدامه مرة أخرى.
• Rohner Textile AG Climatex-textile: رونر تكستيل آي جي كليماتيكس-تكستيل.
• Biofoam, a cradle-to-cradle alternative to expanded polystyrene: البايوفوم، بديلمن المهد إلى المهد للبوليسترين الموسع.
• sewage sludge: محطات معالجة الرواسب الصرف الصحي هي منشآت قد تنتج سمادًا من رواسب الصرف الصحي. Citation needed.
• بطاريات Aquion Energy بمقياس كبير. Citation needed.
• تصميم إيكوفاتيف لتغليف وعزل مصنوع من النفايات عن طريق ربطها معًا باستخدام الفطريات (المايسيليوم). Citation needed
يمكن تطبيق نموذج "من المهد إلى المهد" على معظم الأنظمة في المجتمع الحديث، مثل البيئات الحضرية والمباني والتصنيع والأنظمة الاجتماعية وغيرها، يتم توضيح خمس خطوات في كتاب "من المهد إلى المهد: إعادة صنع طريقة صنع الأشياء":
1. التخلص من "المشتبه بهم المعروفين".
2. اتباع التفضيلات الشخصية المبنية على المعرفة.
3. إنشاء قوائم "الإيجابيات السلبية"، قوائم للمواد المستخدمة مصنفة حسب مستوى سلامتها.
  - القائمة X - المواد التي يجب التخلص منها مثل المواد المسببة للتشوهات الخلقية والمتحورة والمسرطنة.
  - القائمة الرمادية والمواد المشكلة التي ليست في حاجة ماسة للتخلص منها.
  - القائمة P - القائمة "الإيجابية" المواد التي تم تعريفها بنشاط كآمنة للاستخدام.
4. تفعيل القائمة الإيجابية.
5. إعادة الاختراع - إعادة تصميم النظام السابق.
يمكن للمنتجات التي تلتزم بجميع الخطوات أن تكون مؤهلة للحصول على شهادة "من المهد إلى المهد". يمكن استخدام شهادات أخرى مثل "القيادة في تصميم الطاقة والبيئة" (LEED) و"طريقة تقييم البيئة لمؤسسة أبحاث البناء" (BREEAM) للتأهل للحصول على الشهادة والعكس صحيح في حالة BREEAM.
تم تطبيق مبادئ "من المهد إلى المهد" لأنظمة مختلفة في أوائل العقد 1990 من قبل معهدهامبورغ للبيئة (HUI) بقيادة برونغارت ومعهد البيئة في البرازيل لإعادة تدوير المغذيات الحيويةلمياه الصرف الصحي لإنتاج المنتجات الزراعية والماء النظيف كناتج فرعي.
في عام 2007، شكلت MBDC و EPEA شراكة استراتيجية مع شركة استشارات المواد العالميةMaterial ConneXion للمساعدة في تعزيز ونشر مبادئ التصميم "من المهد إلى المهد" منخلال توفير وصول أكبر عالميًا إلى معلومات المواد والشهادة وتطوير المنتجات المتعلقة بـ C2C. 
بدءًا من يناير 2008 بدأت مكتبات المالمواد التابعة لشركة Material ConneXion في نيويورك وميلانو وكولونيا وبانكوك ودايجو في كوريا بتقديم مواد تم تقييمها وشهادتها وفقًا لمبادئ "من المهد إلى المهد" وبالتعاون مع MBDC وEPEA، تقدم الشركة الآن شهادة "من المهد إلى المهد" وتطوير المنتجات ذات الصلة.
بالإضافة إلى تأثير نموذج "من المهد إلى المهد" على بناء وإعادة تطوير المواقع الصغيرة، قامت عدة منظمات كبيرة وحكومات بتنفيذ نموذج "من المهد إلى المهد" وأفكاره ومفاهيمه: [تحتاج إلى ترجمة المصطلحات الخاصة بالأفكار والمفاهيم إلى اللغة العربية المعتادة في مجال العمارة والبناء].
• يتضمن مركز لايل للدراسات التجديدية نظمًا شاملة ودورات دورية في جميع أنحاء المركز. إن التصميم التجديدي هو ربما الأساس لنموذج "من المهد إلى المهد" المسجل.
• ساهمت حكومة الصين في بناء مدينة هوانغبايو المستندة إلى مبادئ "من المهد إلى المهد" واستخدمت أسطح المباني لأغراض زراعية يتم انتقاد هذا المشروع كثيرًا لعدم تحقيق رغبات وقيود السكان المحليين.
• إعادة تطوير مجمع فورد ريفر روج وتنقية 20 مليار جالون (76,000,000 متر مكعب) من مياه الأمطار سنويًا.
• كان معهد البيئة في هولندا (NIOO-KNAW) يخطط لجعل المختبر والمبنى الإداري الخاص بهم توافقًا تمامًا مع مفهوم "من المهد إلى المهد".
• العديد من المنازل الخاصة والمباني الجماعية في هولندا.
• Fashion Positive مبادرة لمساعدة عالم الموضة في تنفيذ نموذج "من المهد إلى المهد" في خمس مجالات: صحة المواد وإعادة استخدام المواد والطاقة المتجددة وإدارة المياه والعدالة الاجتماعية.
يمكن اعتبار نموذج "من المهد إلى المهد" إطارًا ينظر إلى الأنظمة ككل وبشكل شامل، يمكن تطبيقه على العديد من جوانب المجتمع البشري وهو يرتبط بتقييم دورة الحياة، على سبيل المثال يمكن الاطلاع على نموذج التكلفة البيئية المعتمد على تقييم دورة الحياة (LCA) الذي تم تصميمه للتعامل مع تحليل أنظمة إعادة التدوير.
يرتبط نموذج "من المهد إلى المهد" في بعض التطبيقات بحركة عدم استخدام السيارات، مثل في حالة مشاريع البناء ذات المقياس الكبير أو بناء أو إعادة تطوير البيئات الحضرية، يرتبط ارتباطًا وثيقًا بتصميم الطاقة الشمسية الساكنة في صناعة البناء وبالزراعة المستدامة في المناطق الحضرية أو المجاورة لها، إن "السفينة الأرضية" هي مثال مثالي حيث يتم استخدام نماذج إعادة الاستخدام المختلفة بما في ذلك تصميم "من المهد إلى المهد" والزراعة المستدامة.
أحد العوائق الرئيسية في إعادة التدوير الأمثل للمواد هو أنه في مواقع الخدمات المدنية، لا يتم تفكيك المنتجات يدويًا وفرز كل جزء فردي في حاوية بل يتم فرز المنتج بأكمله في حاوية معينة.
هذا يجعل استخراج العناصر الأرضية النادرة وغيرها من المواد غير اقتصادي (في مواقع إعادة التدوير يتم عادة سحق المنتجات بعد ذلك يتم استخراج المواد بواسطة المغناطيس والمواد الكيميائية وأساليب فرز خاصة، ...)، بالتالي فإن إعادة التدوير الأمثل للمعادن على سبيل المثال؛ غير ممكنة (طريقة إعادة التدوير الأمثل للمعادن ستتطلب فرز جميع السبائك المماثلة معًا بدلاً من خلط الحديد النقي مع السبائك).
من الواضح أن تفكيك المنتجات ليس ممكنًا في المواقع المصممة حاليًا لخدمات الرفاهية المدنية وأفضل طريقة ستكون إعادة إرسال المنتجات التالفة إلى الشركة المصنعة؛ بحيث يمكن للشركة المصنعة تفكيك المنتج ويمكن استخدام هذه المنتجات المفككة بعد ذلك لصنع منتجات جديدة أو على الأقل إرسال المكونات بشكل منفصل إلى مواقع إعادة التدوير (لإعادة التدوير السليم حسب نوع المادة المحددة)، أما في الوقت الحاضر فإن القليل من القوانين المعمول بها في أي بلد لإلزام الشركات المصنعة بإعادة منتجاتها للتفكيك ولا توجد حتى التزامات من هذا القبيل لمصنعي منتجات "من المهد إلى المهد". واحدة من العمليات التي يحدث فيها ذلك هي في الاتحاد الأوروبي مع توجيه معدات الكهرباء والإلكترونيات النفايات، أيضًا شبكة التدريب الأوروبية لتصميم وإعادة تدوير المحركات والمولدات المغناطيسية الدائمة التي تحتوي على المعادن الأرضية النادرة في المركبات الهجينة والكهربائية الكاملة (ETN-Demeter)تقوم بتصميم محركات كهربائية يمكن إزالة المغناطيسات بسهولة لإعادة تدوير المعادن الأرضية النادرة.
تم توجيه انتقاداتحول حقيقة أن مكدونو وبراونجارت كانا يحتفظان سابقًا بخدمات استشارية وشهادة C2C في دائرتهم الداخلية، قدّم النقاد حججًا يدعون أن هذا النقص في المنافسة حال دون تحقيق النموذج لإمكاناته الكاملة وناشد العديد من النقاد لإقامة شراكة بين القطاعين العام والخاص للإشراف على مفهوم C2C، بالتالي تمكين المنافسة ونمو التطبيقات والخدمات العملية.
ردّ مكدونو وبراونجارت على هذه الانتقادات من خلال منح السيطرة على بروتوكول الشهادة لمعهد غير ربحي مستقل يُدعى معهد الابتكار في منتجات من "المهد الى المهد"، صرح مكدونو أن المعهد الجديد "سيمكّن بروتوكولنا من أن يصبح برنامجًا للشهادة العامة ومعيارًا عالميًا". أعلن المعهد الجديد إنشاء مجلس معايير الشهادة في يونيو 2012 وسيتولى المجلس الجديد برعاية المعهد مراقبة الشهادة في المستقبل.
خبراء قد شككوا في قابلية التطبيق العملي للمفهوم، صرح فريدريش شميدت-بليك رئيس معهد فوبيرتال الألماني بأن تصريحه على أن الحركة البيئية "القديمة" قد عرقلت الابتكار بنهجها التشاؤمي هو "ترف علمي زائف" وقال شميدت-بليك بخصوص وسائد الجلوس من المهد إلى المهد التي طورها براونجارت لطائرة إيرباص A380: "يمكنني أن أشعر بالراحة جدًا على غطاء المقعد الخاص بمايكل في الطائرة ومع ذلك لا يزال ينتظر مقترحًا مفصلًا لتصميم الـ 99.99 في المئة الأخرى من طائرة إيرباص A380 وفقًا لمبادئه."
صرح شميدت-بليك في 2009 بأنه من المستحيل تنفيذ المفهوم على نطاق أوسع.
يزعم البعض أن شهادة C2C قد لا تكون كافية تمامًا في جميع نهج التصميم البيئي يمكن استخدام منهجيات كمية (LCAs) وأدوات متكيفة أكثر (بالنسبة لنوع المنتج المعتبر) بالتزامن، يتجاهل مفهوم C2C مرحلة الاستخدام للمنتج ووفقًا لأشكال مختلفة من تقييم دورة حياة المنتج (انظر: تقييم دورة الحياة  الأشكال المختلفة)، يجب تقييم دورة حياة المنتج أو الخدمة بأكملها وليس فقط المادة نفسها، بالنسبة للعديد من السلع مثل وسائل النقل وتكون مرحلة الاستخدام لها الأثر الأكبر على الأثر البيئي، على سبيل المثال كلما كانت السيارة أو الطائرة أخف وزنًا زاد استهلاك الوقود أقل وبالتالي يكون لها تأثير أقل ويتجاهل براونجارت تمامًا مرحلة الاستخدام.
من الآمن أن نقول أن كل خطوة إنتاج أو خطوة تحويل للموارد تحتاج إلى كمية معينة من الطاقة.
يتوقع مفهوم C2C شهادة تحليله الخاصةوبالتالي يتعارض مع المعايير الدولية (ISO 14040 and ISO 14044) للنشر لتقييم دورة الحياة؛ حيث يتطلب تقييم مستقل خارجي للحصول على نتائج مقارنة ومتينة.
• التكنولوجيا المناسبة
• مؤسسة إيلين ماكارثر
• قائمة بمواضيع البيئة
• أنظمة البناء المودولارية
• العمر المخطط - عكس التصميم المتين والخالي من النفايات
• الاقتصاد الأزرق
• الترقية
1. 1 2 3  1-ماكدونو، ويليام؛ براونجارت، مايكل (2002). من البداية إلى البداية: إعادة صنع طريقةصناعتنا للأشياء. نيويورك: نورث بوينت برس. ISBN 0-86547-587-3. OCLC 47623923.
2. ↑  2-لوفينز، إل. هنتر (2008). إعادة التفكير في الإنتاج في تقرير حالة العالم 2008، ص. 38-40.
3. 1 2  3-"Ask the Experts: Why Hasn't Cradle-to-Cradle Design Caught On Yet?" (اسأل الخبراء: لماذا لم ينتشر التصميم من البداية إلى البداية بعد؟). استرجعت في 26 يوليو2017.
4. ↑  4-"Cradle to Cradle Marketplace | الأسئلة المتكررة".
5. ↑  5-"مدارس التفكير في الاقتصاد الدائري". www.ellenmacarthurfoundation.org. استرجعت في 2020-01-07.
6. ↑  6- "النفايات = طعام". تم الاحتفاظ بالنسخة الأصلية في 20 مارس 2012.
7. ↑  7- استرجع في 26 يوليو 2017.
8. ↑  rd - أخبار، تعليم مستمر، منتجات، مباني خضراء".
9. ↑  IEHN - دراسات الحالة: روهنر تكستايلز". www.iehn.org. استرجع في 26 يوليو2017.
10. ↑  "Biofoam" (PDF). الأصل (PDF) في 24 يوليو 2011. تم الاسترجاع في 26 يوليو2017.
11. ↑  11- "BREEAM: 404". www.breeam.org. الأصل في 22 يونيو 2012. تم الاسترجاع في26 يوليو 2017.
12. ↑  سمارت، نايجل ج. (2013). "إعداد وتنفيذ وتنفيذ خطة الانتقال". تصنيع الأحياء الدقيقةالنحيلة، إلسفير. صفحات 97-136. doi:10.1533/9781908818409.97. ISBN 978-1-907568-78-7. تم الاسترجاع في 18 يونيو 2022.
13. ↑  ""New Clout for Cradle to Cradle Design", BusinessWeek, سبتمبر 2007". الأصل في 29 نوفمبر 2007. تم الاسترجاع في 26 يوليو 2017.
14. ↑  ""Materials Innovators Engage Cradle to Cradle Protocol", GreenSource, يناير 2008". الأصل في 9 فبراير 2009. تم الاسترجاع في 26 يوليو 2017.
15. ↑  لامارتينير، كورال أ. (2004-09-01). "برنامج تدريب شامل للسرطان الثدي". فورت بيلفوير، فيرجينيا. doi:10.21236/ada430072.
16. ↑  "Winning Entries in the C2C Home Design Competition". تصميم منزل منالبداية إلى النهاية: 103-122. 2012. doi:10.5040/9781501371745.ch-006. ISBN 978-1-5013-7174-5.
17. ↑  ماري-آن توي؛ هوانغبايو (26 أغسطس 2006). "أول قرية بيئية في الصين تثبت صعوبة التسويق". ذا إيدج.
18. ↑  "فكر باللون الأخضر". ميتروبوليس. أغسطس 2001. الأصل في 5 مايو 2007. تمالاسترجاع في 30 يونيو 2007.
19. ↑  رينووتر، جايلز دي؛ كو، ديبورا سيلفر (2012-06-11). "تقرير التاريخ النفسي/الاجتماعي". مجموعة بيانات PsycTESTS. doi:10.1037/t05059-000. تم الاسترجاع في18 يونيو 2022.
20. ↑  "مباني NIOO KNAW من البداية إلى النهاية". الأصل في 24 يوليو 2011. تمالاسترجاع في 26 يوليو 2017.
21. ↑  "منزل C2C". تم الاحتفاظ بالأصل في 24 يوليو 2011. استرجع في 26 يوليو 2017
22. ↑  "منازل C2C الخاصة". تم الاحتفاظ بالأصل في 1 أغسطس 2012. استرجع في 26 يوليو2017.
23. ↑  فريدمان، آرثر (15 نوفمبر 2014). "ستيلا ماكارتني وأمبر فاليتا وأليسيا راينر عن فاشنبوزيتيف". نساء اليوم.
24. ↑  "الصفحة الرئيسية". فاشن بوزيتيف. استرجع في 26 يوليو 2017.
25. ↑  J.G.فوغتلاندر ، Ch. F. هندريكس ، J.C. بريزيت ؛ التخصيص في نظم إعادة التدوير: نموذج متكامل لتحليل التأثير البيئي والقيمة الاقتصادية، الج. الدولي. من LCA ، الج. 6 (6) ،ص 344-355 ،
26. ↑  "مشروع DEMETER". etn-demeter.eu.
27. ↑  "يحتاج Cradle to Cradle بشدة إلى شراكة خاصة هولندية". تم الاحتفاظ بالأصل في28 فبراير 2010. استرجع في 26 يوليو 2017.
28. ↑  "يجب على الخبير الأخضر ويليام ماكدونو أن يتغير، يطلب أكبر معجبيه". 26 فبراير2009. استرجع في 26 يوليو 2017.
29. ↑  "Method، Steelcase تنضمان إلى مجلس معايير جديد في Cradle to Cradle - Sustainable Brands". sustainablebrands.com. تم الاحتفاظ بالأصل في 24 يونيو 2017. استرجع في 26 يوليو 2017.
30. ↑  أونفريد، بيتر. "ثورة بيئية صناعية: مايكل براونجارت مانح الحياة للبيئة". استرجع في 26 يوليو 2017 - عبر taz.de.
31. ↑  "إرشادات للمراجعة الحرجة لتقييمات دورة الحياة - 2.-0 مستشارو LCA". استرجع في26 يوليو 2017.
32. ↑  "شهادة Cradle to Cradle" (PDF). تم الاحتفاظ بالأصل (PDF) في 18 مايو 2016. استرجع في 26 يوليو 2017.
33. ↑  "نظرة عامة على شهادة المنتجات C2C - احصل على الشهادة - معهد الابتكار لمنتجاتCradle to Cradle". c2ccertified.org. استرجع في 26 يوليو 2017.
34. ↑  إدارة البيئة - تقييم دورة الحياة - المتطلبات والإرشادات". iso.org. تم الاحتفاظ به في 22 سبتمبر 2019.
35. ↑  "ISO 14040:2006 - إدارة البيئة - تقييم دورة الحياة - المبادئ والإطار". iso.org. تم الاسترجاع في 22 سبتمبر 2019.
36. ↑  "المنظمة الدولية للتوحيد القياسي". تم الاحتفاظ به في 21 مارس 2019.

• معهد الابتكار في منتجات "مهد إلى مهد". c2ccertified.org.
• "ويليام ماكدونو ومايكل براونجارت (1998): "الثورة الصناعية المقبلة" (مقال)". theatlantic.com.
• "منتج من البداية إلى البداية - معهد الحياة المنتجية". product-life.org.
• "منصة لتعزيز الاقتصاد الدائري (PACE)". acceleratecirculareconomy.org.